# Hypsiboas palaestes
Hypsiboas palaestes és una espècie de granota de la família dels hílids. Es coneix de només dues localitats, separades per 12 km, del centre del Perú (Departament d'Ayacucho): San José al Riu Santa Rosa i Tutumbaro al Riu Pienee, al drenatge del Riu Apurimac, a la cara est dels Andes, entre els 1.000 i 1.840 metres d'altitud. És possible que es distribueixi més àmpliament.
Viu al bosc nebulós de muntanya (allà on s'ha trobat estava pertorbat) amb bambú, falgueres i taros. Es reprodueix en rierols.